# Lucas en Gea
Lucas en Gea is een Nederlandstalig zangduo uit Oude Pekela. Het duo, bestaande uit Lucas Hulshof en Geertje (Gea) Hulshof-de Vries, zingt sinds 2000.

## Biografie
Geertje de Vries werd geboren op 5 maart 1966 in Emmen en Lucas Hulshof zag het levenslicht op 28 april 1966 in Borger. Voordat Lucas een duo met zijn vrouw vormde, had hij 20 jaar in een bruiloftsorkest gezongen.
Nadat Lucas in de plaatselijke platenzaak een aantal liedjes had opgenomen voor een verzamelalbum, werd in 2000 een oud nummer opnieuw uitgebracht. Dit nummer, Steeds weer huil je, werd hun eerste hit en werd veel gedraaid op piratenzenders. Nadat het nummer bij Radio Noord was afgeleverd, werd Steeds weer huil je het meest gedraaide nummer in de provincie Groningen. Na dit succes werd een album met dezelfde naam uitgebracht, waarvan in korte tijd 40.000 exemplaren werden verkocht.
Na vele optredens op feesten, partijen, radio en (regionale) tv, bracht het duo de single De Waarheid uit, gevolgd door het album Zeg mij waarom. In november 2002 gingen Lucas en Gea met een tv-ploeg en fans naar Gran Canaria om een tv-special op te nemen. Deze werd op oudejaarsavond uitgezonden door TV Noord en in maart 2003 uitgebracht op dvd. Later die maand kwam ook hun nieuwe album Geluk in jouw ogen uit. Op 20 september 2003 werd het programma Op Veziede bie Lucas en Gea (Op visite bij Lucas en Gea) opgenomen, waarin Lucas en Gea bij artiesten uit de provincie Groningen op visite gingen. Ook dit werd door TV Noord uitgezonden.
In oktober 2003 richtten Lucas en Gea hun eigen platenlabel L&G Producties op, met als doel landelijke bekendheid te verkrijgen. Het begon met een nieuwe tv-special in Turkije. Nadat deze special bij verschillende regionale zenders was uitgezonden, kwam de special op 27 december 2003 uit op dvd. Op 7 november 2003 werd tijdens een groot feest het nieuwe album Volle Maan en Rode Wijn gepresenteerd, het eerste album dat landelijk werd uitgebracht. Eind 2003 verhuisden Lucas en Gea van Westerlee naar Oude Pekela.
Op 1 april 2004 maakten ze de overstap naar muziek- en showbureau Jan Vis. Op 12 oktober 2004 namen ze een nieuwe dvd op in Playa Del Carmen, Mexico. Deze dvd kwam halverwege 2005 uit. In oktober 2005 stapten ze over naar boekingskantoor Volendam Music, die de in Mexico opgenomen dvd landelijk liet verkopen. De TROS zond een compilatie van de tv-special uit. Na dit succes werd in januari 2006 besloten een reallifesoap van het duo op te nemen.
Vanaf 25 augustus werden de eerste beelden van de soap vertoond bij RTV Noord. Deze bevatte ook beelden van een concert in Borger in mei 2006. In september 2006 vierden Lucas en Gea hun 25-jarig jubileum als artiest en hun 10-jarig samenzijn met een concert in Scheemda. In 2007 brachten ze de single Met een lach door het leven uit, afkomstig van het gelijknamige album, geschreven en gecomponeerd door Jheron van der Heijden. Van der Heijden schreef tevens in 2008 de single Vandaag laat ik me gaan en het album Lief & Leed. In 2008 ging hun eigen theatertour Met een lach door het leven, in samenwerking met de band Papa Di Grazzi, van start.
In maart 2009 verscheen het album Country, dat drie weken in de album top 100 stond. In juni 2009 werd de single Samen met jou (op 'n terrasje) uitgebracht, geschreven door hun vaste tekstschrijver Jheron van der Heijden. In juli 2009 waren Lucas & Gea met deze single te gast bij het Tros Muziekfeest, opgenomen in Groningen. 
In april 2010 brachten ze het album Vergeten Dromen uit, gevolgd door de singles Ik hou toch van jou, Zomerzon en Jij bent veel mooier als je lacht. 
In januari 2011 werd de single Geniet van alles in het leven uitgebracht onder hun eigen label L&G, eveneens geschreven door Jheron van der Heijden.

## Discografie

### Albums
| Album met eventuele hitnotering(en) in de Nederlandse Album Top 100 | Datum van verschijnen | Datum van binnenkomst | Hoogste positie | Aantal weken | Opmerkingen |
| ------------------------------------------------------------------- | --------------------- | --------------------- | --------------- | ------------ | ----------- |
| Steeds weer huil je                                                 | 2000                  | -                     |                 |              |             |
| Zeg mij waarom                                                      | 2002                  | -                     |                 |              |             |
| Geluk in jouw ogen                                                  | 2003                  | -                     |                 |              |             |
| Volle maan en rode wijn                                             | 2003                  | 22-11-2003            | 50              | 4            |             |
| Liefdescarrousel                                                    | 2005                  | 07-05-2005            | 61              | 1            |             |
| Met een lach door het leven                                         | 2006                  | 28-10-2006            | 71              | 2            |             |
| Lief en leed                                                        | 2007                  | -                     |                 |              |             |
| Voor alle fans                                                      | 2008                  | 05-07-2008            | 90              | 2            | cd & dvd    |
| Country                                                             | 2009                  | 14-03-2009            | 72              | 3            |             |
| Vergeten dromen                                                     | 2010                  | 17-04-2010            | 96              | 2            |             |
| Ons hart voor muziek                                                | 2011                  |                       |                 |              |             |
| 25 Jaar Hits - Jubileumbox                                          | 06-05-2016            |                       |                 |              | 2 cd & dvd  |

### Singles
| Single met eventuele hitnotering(en) in de Nederlandse Top 40 | Datum van verschijnen | Datum van binnenkomst | Hoogste positie | Aantal weken | Opmerkingen              |
| ------------------------------------------------------------- | --------------------- | --------------------- | --------------- | ------------ | ------------------------ |
| De waarheid                                                   | 2002                  | -                     |                 |              |                          |
| Als ik jou laat gaan                                          | 2002                  | -                     |                 |              | #61 in de Single Top 100 |
| Heb je mij niet meer nodig                                    | 2003                  | -                     |                 |              | #65 in de Single Top 100 |
| Rood zijn de rozen                                            | 2004                  | -                     |                 |              |                          |
| Als jij naar me lacht                                         | 2005                  | -                     |                 |              | #78 in de Single Top 100 |
| Liefdescarrousel                                              | 2005                  | -                     |                 |              |                          |
| Klein cafeetje                                                | 2005                  | -                     |                 |              |                          |
| Iedere morgen                                                 | 2006                  | -                     |                 |              | #58 in de Single Top 100 |
| Net dat kleine beetje meer                                    | 2006                  | -                     |                 |              |                          |
| Met een lach door het leven                                   | 06-04-2007            | -                     |                 |              |                          |
| Onder die sterrenpracht                                       | 06-08-2007            | -                     |                 |              |                          |
| Laifde                                                        | 15-03-2008            | -                     |                 |              |                          |
| Vandaag laat ik me gaan                                       | 16-05-2008            | -                     |                 |              |                          |
| Samen met jou (Op 'n terrasje)                                | 15-06-2009            | -                     |                 |              |                          |
| Zomerzon                                                      | 2010                  | -                     |                 |              |                          |
| Ik hou toch van jou                                           | 2010                  | -                     |                 |              |                          |
| Jij bent veel mooier als je lacht                             | 2010                  | -                     |                 |              |                          |
| Geniet van alles in het leven                                 | 2011                  | -                     |                 |              |                          |

### Dvd's
- Lucas & Gea In Mexico
- Betty's Beer
- Voor alle fans (dvd & cd)
- 25 Jaar Hits - Jubileumbox (dvd & 2 cd)